# Frederick Matthias Alexander
Frederick Matthias Alexander (20 de janeiro de 1869 – 10 de outubro de 1955) foi um ator australiano que desenvolvou uma técnica educacional que hoje é denominada técnica de Alexander.
Frederick Matthias Alexander ao verificar que estava a perder a voz, ficando a sua carreira teatral em risco, descobriu que a cura dependia da correcção da sua postura. A partir daí, começou a tentar corrigir a sua postura e, quando o conseguiu, resolveu o problema. Assim nasceu a técnica de Alexander.

## Os quatro livros que fundamentam sua técnica
- Man's Supreme Inheritance – 1910
- Construtive Conscious Control of The Individual – 1924
- The Use of The Self – 1932 (O Uso de Si Mesmo)
- The Universal Constant in Living – 1942